# Sensodyne
Sensodyne ([ˈsɛnsədaɪn], deutsche Aussprache: [zɛnzoː'dyːnə]) ist ein Markenname für Zahnpasta und Mundwasser für Menschen mit empfindlichen Zähnen. Sensodyne-Produkte werden zu Hause angewendet. Sensodyne ist im Besitz von Haleon und wird in Japan unter dem Namen Shumitect vertrieben.

## Effektivität
Sensodyne Zahnpasta wirkt je nach Wirkstoff des Produkts – Kaliumnitrat, Strontiumacetat/Chlorid – unterschiedlich.
Kaliumnitrat: Das Kalium-Ion hyperpolarisiert den Nerv und verhindert, dass er feuert. Die Nervenimpulse und damit die Schmerzempfindung werden so reduziert.
Strontiumacetat und -chlorid: Diese Verbindungen haben eine ähnliche chemische Struktur wie Calcium. Zahnpasten auf Strontium-Basis (Acetat und Chlorid) können daher einen Teil des verlorenen Calciums ersetzen und die freiliegenden Tubuli im Dentalgewebe blockieren. Dies hilft, die Bewegung der Flüssigkeit innerhalb der Tubuli als Reaktion auf einen Sensibilitätsreiz zu verhindern, der sonst Zahnschmerzen verursachen könnte.
Einige Sensodyne-Produkte enthalten Calcium-Natrium-Phosphosilikat CSPS (Novamin), das bei der Empfindlichkeit der Zähne zu helfen scheint. Eine klinische Studie, die 2015 veröffentlicht wurde, zeigte, dass Zahnpasta mit 5 % CSPS das Potenzial haben könnte, das Dentin in der Mund-Umgebung zu mineralisieren und zu verschließen. Sensodyne hat das Calcium-Natrium-Phosphosilikat aus ihren US-Produkten entfernt.

## Geschichte
Sensodyne ist eine Zahnpasta-Marke, die zuerst von Block Drug, einem Unternehmen mit Sitz in Brooklyn, New York, verkauft wurde, das 1907 vom Apotheker Alexander Block gegründet wurde.
1925 wurde die Herstellung von Zahnpflegeprodukten zum Schwerpunkt des Unternehmens. 1938 entwickelte Block Polident, ein Reinigungsprodukt für Zahnprothesen, das mehr als 80 Jahre später immer noch beliebt ist. Leonard N. Block folgte seinem Vater in das Familienunternehmen, das 1970 nach New Jersey, New York, umzog, als es vom britischen Pharmariesen übernommen wurde, der zu GlaxoSmithKline (NYSE:GSK) wurde.
Die Zahnpasta wurde 1961 erstmals als desensibilisierende Zahnpasta auf Basis einer Strontiumchlorid-Formulierung vermarktet.
1980 brachte Sensodyne eine neue Zahnpasta auf den Markt, die Kaliumnitrat, ein mildes lokales Beruhigungsmittel, enthält. Im Jahr 2000 wurde Block Drug von GlaxoSmithKline gekauft.

## Produktfälschungen und Rückrufaktionen
Im Jahr 2007 hat GlaxoSmithKline gefälschte Sensodyne-Produkten aufgespürt, in denen giftiges Diethylenglykol enthalten war.
Am 15. Juli 2015 gab GlaxoSmithKline Consumer Healthcare den Rückruf bestimmter Mengen an Sensodyne Repair & Protect Zahnpasta sowie Sensodyne Complete Zahnpasta bekannt, da möglicherweise Holzfragmente in den Produkten vorhanden sind. Der Rückruf galt auch für die Zahnpasta-Marke Biotene des Unternehmens. Der Rückruf war eine Vorsichtsmaßnahme, die auf einer kleinen Anzahl von Beschwerden basierte, und es wurden keine Verletzungen gemeldet. Der Rückruf gilt für Produkte, die zwischen 2013 und September 2014 hergestellt und von Juni 2013 bis April 2015 ausgeliefert wurden.